# (11095) Havana
(11095) Havana ist ein Asteroid des äußeren Hauptgürtels, der am 12. August 1994 von dem belgischen Astronomen Eric Walter Elst am La-Silla-Observatorium der Europäischen Südsternwarte in Chile (IAU-Code 809) entdeckt wurde.
Der mittlere Durchmesser des Asteroiden wurde mithilfe des Wide-Field Infrared Survey Explorers (WISE) mit 10,211 (±0,333) km berechnet. Mit einer Albedo von 0,081 (±0,016) hat er eine dunkle Oberfläche. Die Rotationsperiode von (11095) Havanna wurde unter anderem 2015 von Adam Waszczak, Chan-Kao Chang, Eran Ofek et al. sowie von Brian D. Warner 2009 und 2021 untersucht, die Lichtkurve reichte jedoch nicht zu einer Bestimmung aus.
Der Asteroid gehört zur Themis-Familie, einer Gruppe von Asteroiden, die nach (24) Themis benannt wurde. Nach der SMASS-Klassifikation (Small Main-Belt Asteroid Spectroscopic Survey) wurde bei einer spektroskopischen Untersuchung von Gianluca Masi, Sergio Foglia und Richard P. Binzel bei (11095) Havana von einer dunklen Oberfläche ausgegangen, es könnte sich also, grob gesehen und passend zur Themis-Familie, um einen C-Asteroiden handeln.
Die zeitlosen (nichtoskulierenden) Bahnelemente von (11095) Havana sind fast identisch mit denjenigen des kleineren Asteroiden (106909) 2000 YA49.
(11095) Havana wurde am 23. Mai 2000 nach Havanna benannt, der Hauptstadt des Inselstaates Kuba.